# Huvinahippargi, Basavana Bagevadi
Huvinahippargi là một làng thuộc tehsil Basavana Bagevadi, huyện Bijapur, bang Karnataka, Ấn Độ.